# گلف‌استریم جی۲۰۰
گلف‌استریم جی۲۰۰ (به انگلیسی: Gulfstream G200) یک هواگرد ساختِ کارخانهٔ گلف‌استریم اروسپیس در کشور ایالات متحده آمریکا است که در سال ۱۹۹۷–۲۰۱۱ ساخته شد. این هواگرد برای نخستین بار در ۲۵ دسامبر ۱۹۹۷ میلادی مورد استفاده قرار گرفت.